# فهرست سفیران لسوتو در ایالات متحده آمریکا
سفیر لسوتو در ایالات متحده آمریکا نماینده رسمی دولت لسوتو در ماسرو نزد دولت ایالات متحده است.

## سفیران لسوتو در ایالات متحده آمریکا
| تاریخ پذیرش آگرمان | تاریخ تقدیم استوارنامه | نام سفیر / نماینده       | توضیحات                                          | پادشاه لسوتو | رئیس‌جمهور ایالات متحده | تاریخ پایان مأموریت |
| ------------------ | ---------------------- | ------------------------ | ------------------------------------------------ | ------------ | ---------------------- | ------------------- |
| ۶ دسامبر ۱۹۶۶      | ۱۴ دسامبر ۱۹۶۶         | آلبرت استیرفورث موهاله   | متولد ۲۶ آوریل ۱۹۲۸ در موهالس هوک                | موشوشو دوم   | لیندون بی. جانسون      |                     |
| ۱۴ آوریل ۱۹۶۹      | ۱۷ آوریل ۱۹۶۹          | موتوسی تانسانگو ماشولوگو |                                                  | موشوشو دوم   | ریچارد نیکسون          |                     |
| ۲۴ ژوئن ۱۹۷۳       |                        | کونکا کنسالو مولاپو      | کاردار                                           | موشوشو دوم   | ریچارد نیکسون          |                     |
| ۲۲ اوت ۱۹۷۳        | ۹ نوامبر ۱۹۷۳          | افرایم تسپا ماناره       |                                                  | موشوشو دوم   | ریچارد نیکسون          |                     |
| ۱۲ اوت ۱۹۷۵        | ۳ سپتامبر ۱۹۷۵         | تبوهو جان ماشولوگو       |                                                  | موشوشو دوم   | جرالد فورد             |                     |
| ۱۵ ژوئیه ۱۹۷۶      |                        | نوتو کتسو دیوید          | آگرمان تأیید شد ولی نامزدی پس از آن پس گرفته شد. | موشوشو دوم   | جرالد فورد             |                     |
| ۱۶ اوت ۱۹۷۶        |                        | جان بی. مائیانه          | کاردار                                           | موشوشو دوم   | جرالد فورد             |                     |
| ۱۴ سپتامبر ۱۹۷۶    | ۲۴ نوامبر ۱۹۷۶         | تابو آر. ماککا           | متولد ۱۱ ژوئن ۱۹۴۷ در «نک قچا»، لسوتو            | موشوشو دوم   | جرالد فورد             |                     |
| ۲۵ ژانویه ۱۹۷۹     |                        | جان بی. مائیانه          | کاردار                                           | موشوشو دوم   | جیمی کارتر             |                     |
| ۶ مارس ۱۹۷۹        | ۳۰ مارس ۱۹۷۹           | تیموتی تاهانه            |                                                  | موشوشو دوم   | جیمی کارتر             |                     |
| ۲۱ مارس ۱۹۸۰       | ۲۴ آوریل ۱۹۸۰          | سسیلیا میلدرد نانا تائو  |                                                  | موشوشو دوم   | جیمی کارتر             |                     |
| ۱۲ سپتامبر ۱۹۸۵    | ۵ نوامبر ۱۹۸۵          | آبِل لشلِه توآهلانه        |                                                  | موشوشو دوم   | رونالد ریگان           |                     |
| ۲۷ مه ۱۹۸۶         | ۲۳ ژوئن ۱۹۸۶           | ویلیام تابو ون توندِر     |                                                  | موشوشو دوم   | رونالد ریگان           |                     |
| ۲۴ سپتامبر ۱۹۹۱    | ۱ اکتبر ۱۹۹۱           | تسلیسو تامااِه            |                                                  | موشوشو دوم   | جرج بوش پدر            |                     |
| ۱۲ ژانویه ۱۹۹۳     | ۱۴ آوریل ۱۹۹۳          | تبوهو افرایم کیت‌للی      |                                                  | موشوشو دوم   | بیل کلینتون            |                     |
| ۳۰ ژانویه ۱۹۹۵     |                        | یونیس مانگوئلا بولانه    |                                                  | موشوشو دوم   | بیل کلینتون            |                     |
| ۹ سپتامبر ۱۹۹۹     | ۲۹ نوامبر ۱۹۹۹         | لبوهانگ کی. مولکو        |                                                  | لتسی سوم     | بیل کلینتون            |                     |
| ۲۷ دسامبر ۲۰۰۱     | ۱۴ فوریه ۲۰۰۲          | مولِلِکِنگ راپولاکی         | [ ۳ ]                                            | لتسی سوم     | جرج دبلیو. بوش         |                     |
| ۲ ژوئن ۲۰۰۸        | ۶ ژوئن ۲۰۰۸            | دیوید موهلومی رانتِکُوا    | [ ۴ ]                                            | لتسی سوم     | جرج دبلیو. بوش         |                     |
| ۲ نوامبر ۲۰۱۱      | ۱۸ ژانویه ۲۰۱۲         | الیاخیم مولاپی سباتانه   | [ ۵ ]                                            | لتسی سوم     | باراک اوباما           |                     |
| ۱۹ آوریل ۲۰۱۸      | ۲۲ ژوئن ۲۰۱۸           | گابریل سانکاتانا ماجا    | [ ۶ ]                                            | لتسی سوم     | دونالد ترامپ           |                     |